# 吉祥寺 (忻州市)
吉祥寺位于山西省忻州市忻府区豆罗镇东村，1985年4月10日被列入忻州市文物保护单位（后忻州地区改忻州市，原县级忻州市改为忻府区）。吉祥寺创于清光绪二十五年（公元1899年），坐北向南，占地面积总计280平方米。吉祥寺现存戏台和大殿，依次排在中轴线上。大殿面阔三间，进深四间，为单檐悬山顶，为清代遗构。戏台面宽三间，进深四间，也是悬山顶，建于民国二十四年（公元1935年）。另外，寺内还存有一通碑刻。